# محمد دوم
محمّدِ دوّم (به ترکی عثمانی: مِحْمِد ثانی؛ آوانویسی: Meḥmed-i sānī) ملقب به محمد فاتح (۳۰ مارس ۱۴۳۲–۳ مه ۱۴۸۱؛ به ترکی عثمانی: فاتح سلطان محمد) هفتمین و یکی از بزرگ‌ترین سلاطین دولت عثمانی بود. او دو بار به عنوان سلطان عثمانی برتخت نشست، نخست از ۱۴۴۴ تا ۱۴۴۶ و سپس از ۱۴۵۱ تا ۱۴۸۱ میلادی.
مهم‌ترین اتفاق دوران نخست پادشاهی محمد فاتح، جنگ با صلیبیون به رهبری یانوش هونیادی که سلطان عثمانی با موفقیت او را شکست داد. او سپس توسط ینی‌چری‌ها از سلطنت خلع شد اما در سال ۱۴۵۱ بار دیگر به عنوان پادشاه عثمانی برتخت نشست. وی در آغاز سلطنت دوم خود مقدمات حمله به قسطنطنیه را فراهم کرده و در نهایت با موفقیت وارد شهر شد و به امپراتوری روم شرقی پایان داد.
محمد در زمان فتح قسطنطنیه تنها ۲۱ سال داشت. او پس از ورود به شهر، خود را «قیصر روم» نامید. فرمانروایان جهان اسلام او را به عنوان قیصر جدید به رسمیت شناختند اما در جهان مسیحی، تنها کلیسای ارتودکس شرقی - که در قلمروی عثمانی واقع شده بود - این ادعای او را پذیرفت.
فتوحات او پس از ورود به قسطنطنیه به اتمام نرسید. او با موفقیت تمام آناتولی (ترکیه امروزی) را فتح کرد و جنوب شرقی اروپا را تحت فرمان عثمانی درآورد. او سپس دست به اصلاحاتی در دولت عثمانی زد و به علم و هنر به ویژه شعر و ادب ترکی علاقه زیادی نشان داد.

## سال‌های اولیه
محمد دوم در روز ۳۰ ماه مارس سال ۱۴۳۲ در ادرنه - پایتخت وقت دولت عثمانی - به دنیا آمد. پدر او سلطان مراد دوم و مادرش هما والده سلطان بود. زمانی که یازده سال داشت، به عنوان فرماندار آماسیه برگزیده شد تا برای به‌تخت‌نشینی آماده شود. سلطان مراد همچنین تعداد زیادی از علمای مسلمان را نیز به همراه او فرستاد. گفته شده که این تصمیم منجر به مستحکم‌تر شدن ایمان او به اسلام شده است.
در میان معلمان او، ملا گورانی و آق شمس‌الدین تأثیر بسیاری زیادی بر شخصیت او داشتند و تعلیمات اسلامی آنان به بزرگ‌ترین انگیزه محمد برای فتح قسطنطنیه و جامه عمل پوشاندن به وظیفه دینی برای پایان دادن به امپراتوری روم بدل شد.
تنها یک سال پس از ورود محمد به آماسیه، سلطان مراد با قرامانیان صلح کرد و در نهایت از پادشاهی استعفا داد. این تصمیم محمد دوازده ساله را تبدیل به سلطان جدید امپراتوری عثمانی کرد.
در نخستین سال‌های دور نخست سلطنت خود، صلیبیون به رهبری پادشاه بلغارستان، یانوش هونیادی و به توصیه کاردینال ژولیان سزارینی به قلمروی عثمانی یورش بردند اما محمد با موفقیت آنان را شکست داده و پس راند. پس از پیروزی در نخستین نبرد با صلیبیون، محمد به پدرش، مراد، نامه نوشت:
اگر تو سلطانی، بیا و سپاهیانت را رهبری کن. اگر من سلطانم، به تو دستور می‌دهم بیایی و سپاهیانم را رهبری کنی— سلطان محمد فاتح
پس از دریافت این نامه، مراد دوم فرماندهی سپاه مسلمانان در جنگ با مسیحیان را پذیرفت و در نبرد وارنا نیروهای صلیبی را شکست داد. دو سال بعد، شورش ینی‌چری‌ها (سپاهیان عثمانی) روی داد که در پیامد آن، سلطان مراد مجبور شد تا بار دیگر به عنوان سلطان عثمانی برتخت بنشیند. او این بار تا زمان مرگش در سال ۱۴۵۱ میلادی حکومت کرد. با مرگ مراد، محمد به عنوان سلطان برای بار دوم برتخت نشست.

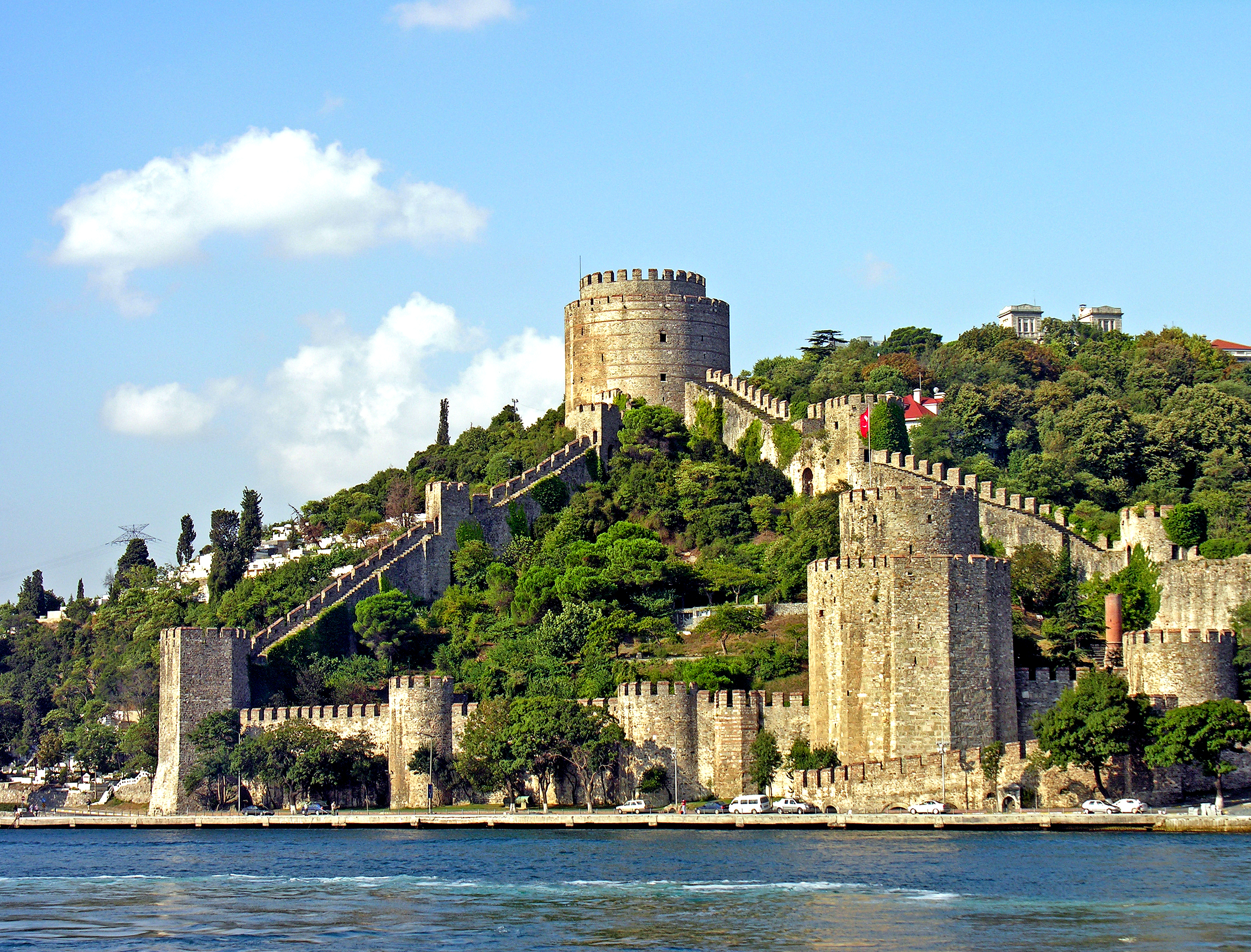
قلعه معروف روملی حصار، ساخته شده توسط محمد برای فتح قسطنطنیه

## فتح قسطنطنیه
زمانی که محمد بار دیگر برتخت نشست، تمام تمرکز خود را بر روی تقویت نیروی دریایی عثمانی قرار داد تا مقدمات حمله به قسطنطنیه را فراهم کند. پدر پدربزرگ محمد، سلطان بایزید یکم، در سمت آسیایی تنگه بُسفر دژی را به نام حصار آنادولو بنا کرده بود. محمد نیز در سمت اروپایی این تنگه، دژ بزرگی را بنا کرد و آن را روملی حصار نامید. بدین طریق، تنگه بسفر تماماً تحت کنترل عثمانیان درآمد.
در سال ۱۴۵۳، محمد قسطنطنیه را محاصره کرد. شماره سپاه او را چیزی میان هشتاد تا دویست هزار نفر نوشته‌اند. او ۳۲۰ کشتی نیز به همراه خود داشت. شهر از زمین و دریا محاصره شده بود و با توجه اینکه تنگه بسفر تماماً در کنترل سپاه عثمانی بود، هیچ راهی باقی نمانده بود تا یک سپاه خارجی بتواند به رومی‌ها یاری برساند.
در نخستین روزهای محاصره، دیوارهای قسطنطنیه با موفقیت پایداری کردند، اما در نهایت پیروزی با عثمانی بود و شهر پس از پنجاه و هفت روز محاصره سقوط کرد و سلطان محمد فاتح، فاتحانه وارد قسطنطنیه شد. او سپس پایتخت عثمانی را از ادرنه به شهر تازه فتح شده منتقل کرد.
یکی از صحابه پیامبر اسلام، یعنی ابوایوب الانصاری در محاصره نخست قسطنطنیه توسط سپاه یزید، کشته شده بود. زمانی که سپاه محمد فاتح وارد قسطنطنیه شد، آق شمس‌الدین قبر ابوایوب را پیدا کرد و محمد نیز پس از پایان نبرد، مسجد بزرگی در کنار این قبر ساخت تا اهمیت پیروزی‌اش برای جهان اسلام را نشان دهد.

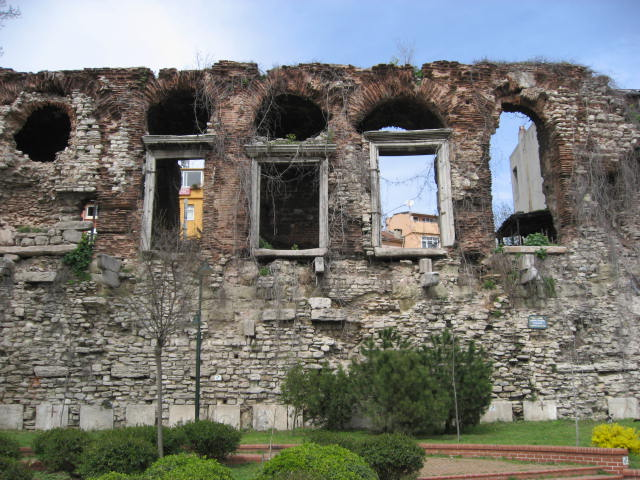
آنچه امروزه از «قصر قیصر» برجا مانده است

قصر بوکولئون، یکی از اقامت‌گاه‌های باستانی امپراتوران روم شرقی بود. این قصر در میان ایرانیان به نام «قصر قیصر» معروف بود. محمد پس از دیدن ویرانه‌های قصر قیصر، این شعر - که منسوب به شاعر ایرانی، انوری است - را خواند:
| بوم نوبت می‌زند بر طارم افراسیاب |  | پرده‌داری می‌کند در قصر قیصر عنکبوت |

پس از فتح قسطنطنیه، محمد فاتح خود را «قیصر روم» نامید. ادعای او مبنی بر جانشینی امپراتوران روم در اروپا مورد استقبال قرار نگرفت. با این حال ایرانیان و سپس مسلمانان او را به عنوان قیصر روم به رسمیت شناختند. کلیسای کاتولیک این ادعا را نپذیرفت، با این حال کلیسای ارتودوکس شرقی (واقع در خود قسطنطنیه) محمد را به عنوان قیصر جدید پذیرا شد. در واقع محمد، اسکولاریوس را به عنوان پاتریارک جدید قسطنطنیه برگزید و او نیز در عوض ادعای سلطان به عنوان جانشینی امپراتوران روم را به رسمیت شناخت.

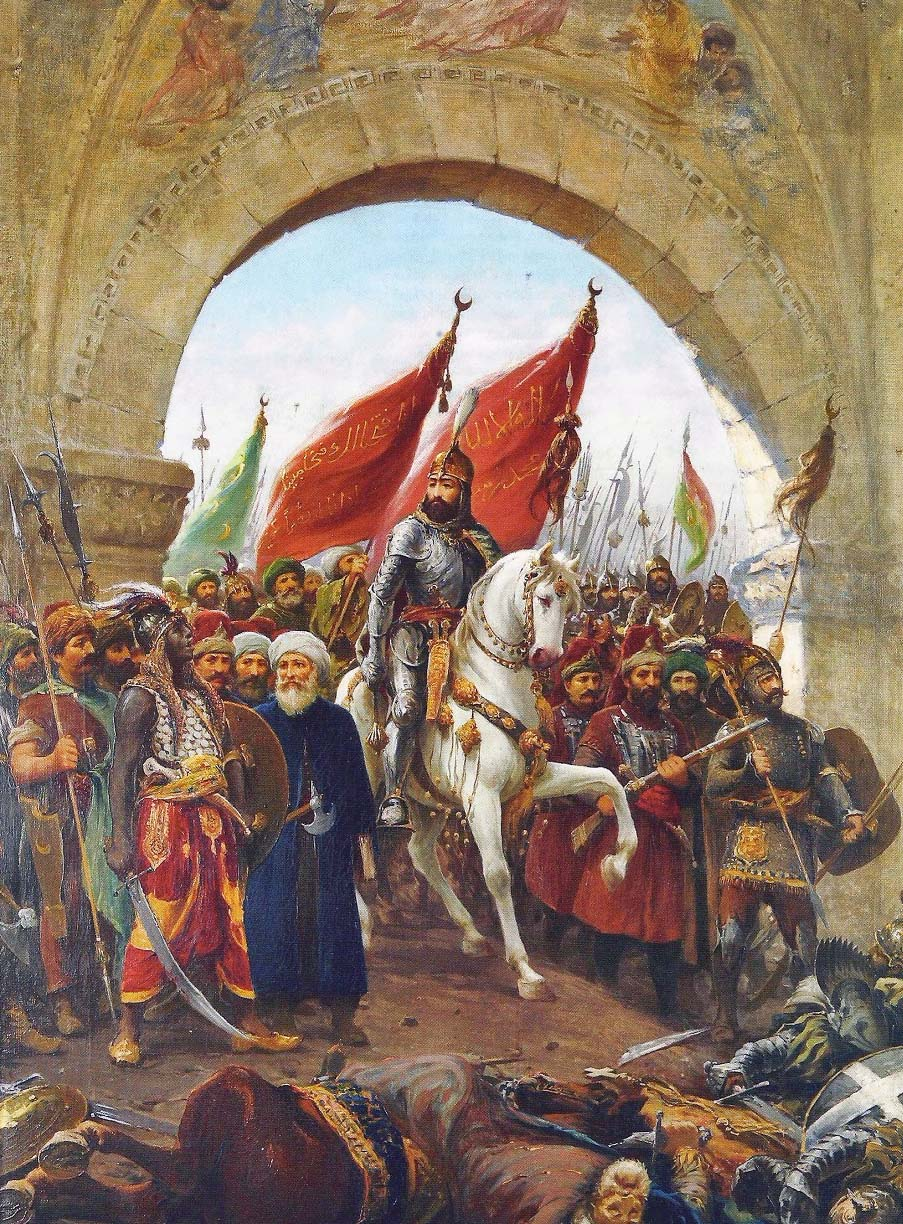
ورود محمد فاتح به قسطنطنیه

کنستانتین یازدهم، واپسین امپراتور روم، هیچ جانشینی نداشت. در نتیجه، اگر شهر به دست عثمانیان نیفتاده بود، یکی از پسران برادرش به عنوان امپراتور جدید برتخت می‌نشست. اما پس از سقوط قسطنطنیه، برادرزادگان امپراتور سابق توسط سپاه عثمانی دستگیر شده و به دربار محمد برده شدند. او نیز بر آنان نام‌های اسلامی گذاشت و آن‌ها را به منصب‌های جدیدی برگزید: پسر بزرگتر، به مراد تغییر نام داد و به عنوان بیلربی بالکان برگزیده شد. بر روی پسر جوان‌تر نام مسیح پاشا گذاشته شد و به عنوان یکی از دریاسالاران ارتش عثمانی خدمت کرد. او در سال‌های آخر عمرش به عنوان صدراعظم جانشین محمد فاتح، یعنی بایزید دوم برگزیده شد.
محمد در سال ۱۴۶۱ امپراتوری ترابوزان را نیز فتح کرد. این فتوحات باعث شهرت و پرستیژ امپراتوری عثمانی شد. بر اساس یک افسانه معروف، ده سال پس از سقوط قسطنطنیه، محمد به خرابه‌های تروی رفته و اعلام کرده که انتقام نبرد تروآ را از رومی‌ها («رومی» واژه‌ای بود که هم خود یونانیان و هم مسلمانان از آن برای اشاره به یونانیان در این عصر استفاده می‌کردند) گرفته است.

## گسترش دولت عثمانی

### فتح صربستان
نخستین کارزار نظامی محمد پس از فتح قسطنطنیه، حمله به صربستان بود. این کشور از سال ۱۳۸۹ میلادی دست‌نشانده عثمانی بود و از آنجایی که مارا برانکوویچ، شاهدخت صرب، همسر مراد دوم بود، عثمانی‌ها خود را حاکم این سرزمین می‌دانستند. اما از آنجایی که دوراد برانکوویچ، حاکم صربستان، به تازگی با بلغارها پیمان اتحاد امضا کرده بود، محمد دوم خواست تا صرب‌ها پیش از موعد مقرر خراج خود را پرداخت کنند که با مخالفت آنان روبرو شد. همین مسئله، منجر به لشکرکشی محمد دوم به سوی صربستان در سال ۱۴۵۴ شد. این مسئله منجر به سری جدید جنگ‌های عثمانی و بلغارها شد.
ارتش عثمانی تا بلگراد (آن زمان بخشی از پادشاهی بلغارستان بود) پیش رفت، اما در فتح آن ناکام ماند. خود محمد فاتح نیز در نبرد زخمی شد. عثمانیان در فتح بلغارستان تا دوران سلطان سلیمان قانونی ناکام ماندند. با این همه صرب‌ها موفق نشدند تا مانند بلغارها پایداری کنند. محمد در سال ۱۴۵۹ اسمردروو را فتح کرد و به دولت صرب پایان داده و آن را ضمیمه خاک عثمانی کرد.

## حمله به جنوب ایتالیا
یک سپاه عثمانی به فرماندهی احمد پاشادر سال ۱۴۸۰ به جنوب ایتالیا حمله کرد و اوترانتو را فتح کرد. اما به دلیل کمبود آذوقه، احمد پاشا به همراه بخش بزرگی از سپاهش به آلبانی عقب‌نشینی کرد و تنها ۱۳۰۰ نفر را در اوترانتو باقی گذاشت و قرار بود تا خودش نیز پس از زمستان به منطقه بازگردد.
از آنجایی که تنها ۲۸ سال از سقوط قسطنطنیه گذشته بود، با حمله عثمانی به ایتالیا، در اروپا این هراس پدید آمد که رم نیز به سرنوشت مشابه دچار شود و پاپ و مردم شهر رم آماده تَرک شهر برای فرار از قتل‌عام توسط عثمانیان شدند. پاپ سیکستوس چهارم در ۱۴۸۱ صلیبیون را فراخواند؛ چندین دولت‌شهر ایتالیایی، مجارستان و فرانسه به درخواست پاپ پاسخ مثبت دادند. با این حال از آنجایی که ونیز در ۱۴۷۹ با عثمانی پیمان صلح امضا کرده بود، از پیوستن به صلیبیون خودداری کرد.
سپاه صلیبیون شهر را در یکم می ۱۴۸۱ محاصره کرد و دو روز بعد خبر مرگ محمد فاتح اعلام شد. جریاناتی که برای جانشینی او پدید آمد مانع این شد تا عثمانیان برای دفاع از اوترانتو سپاهی را ارسال کنند. دولت عثمانی با دولت‌های مسیحی مذاکره کرد و در نهایت پذیرفت از ایتالیا عقب بنشیند.

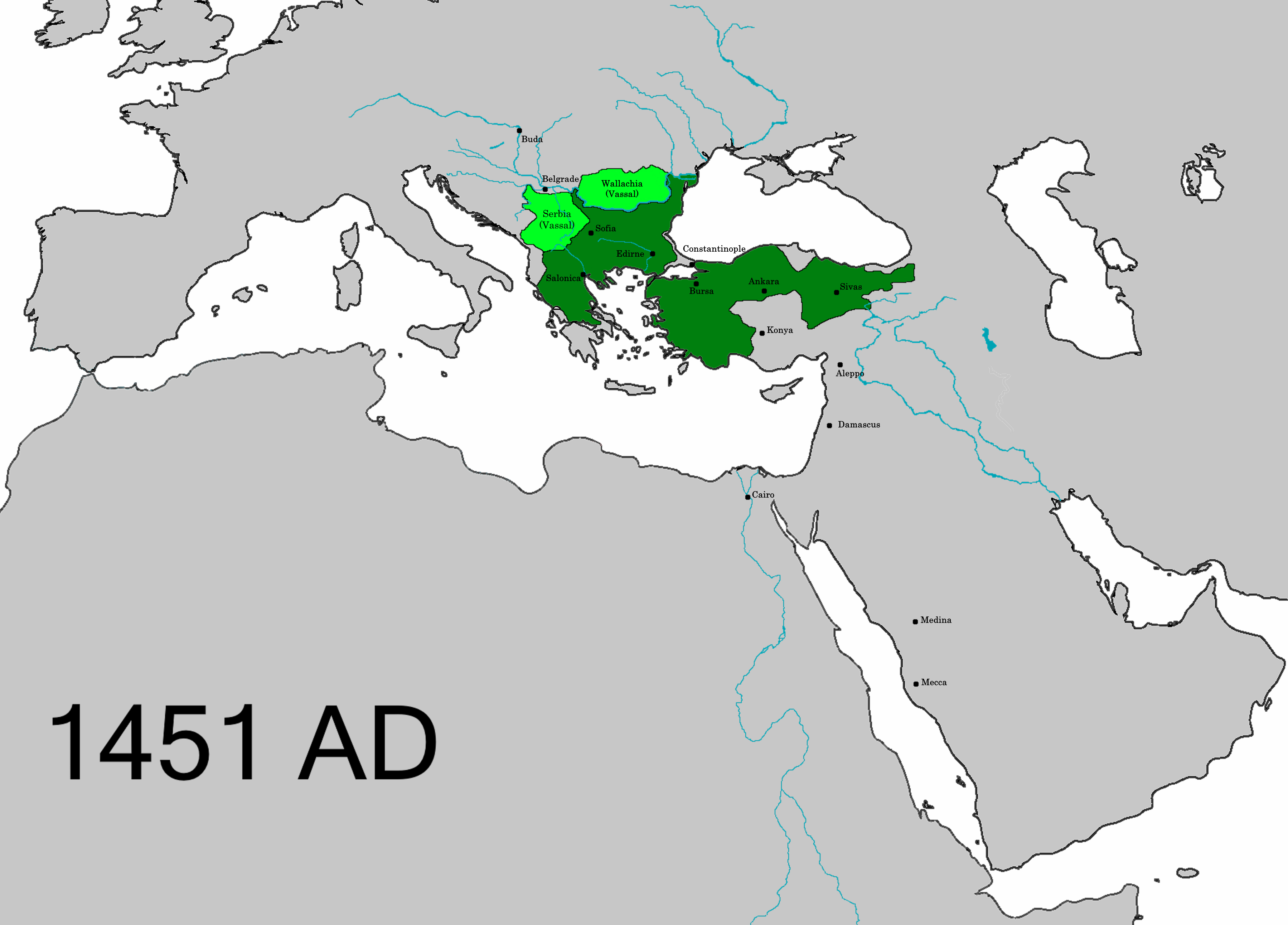
نقشه عثمانی در زمان دومین برتخت نشینی محمد دوم

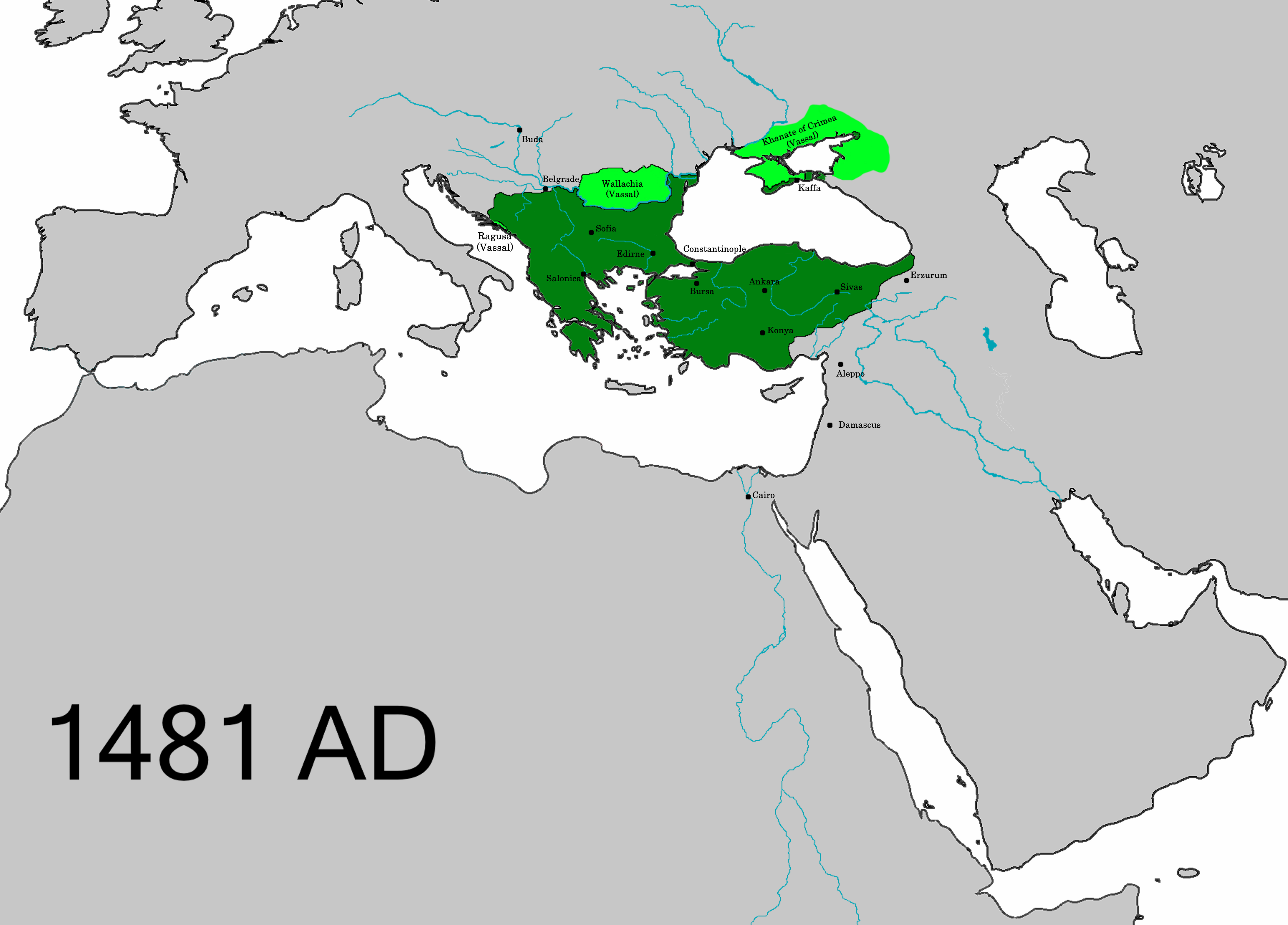
نقشه عثمانی در زمان مرگ محمد دوم

## مرگ

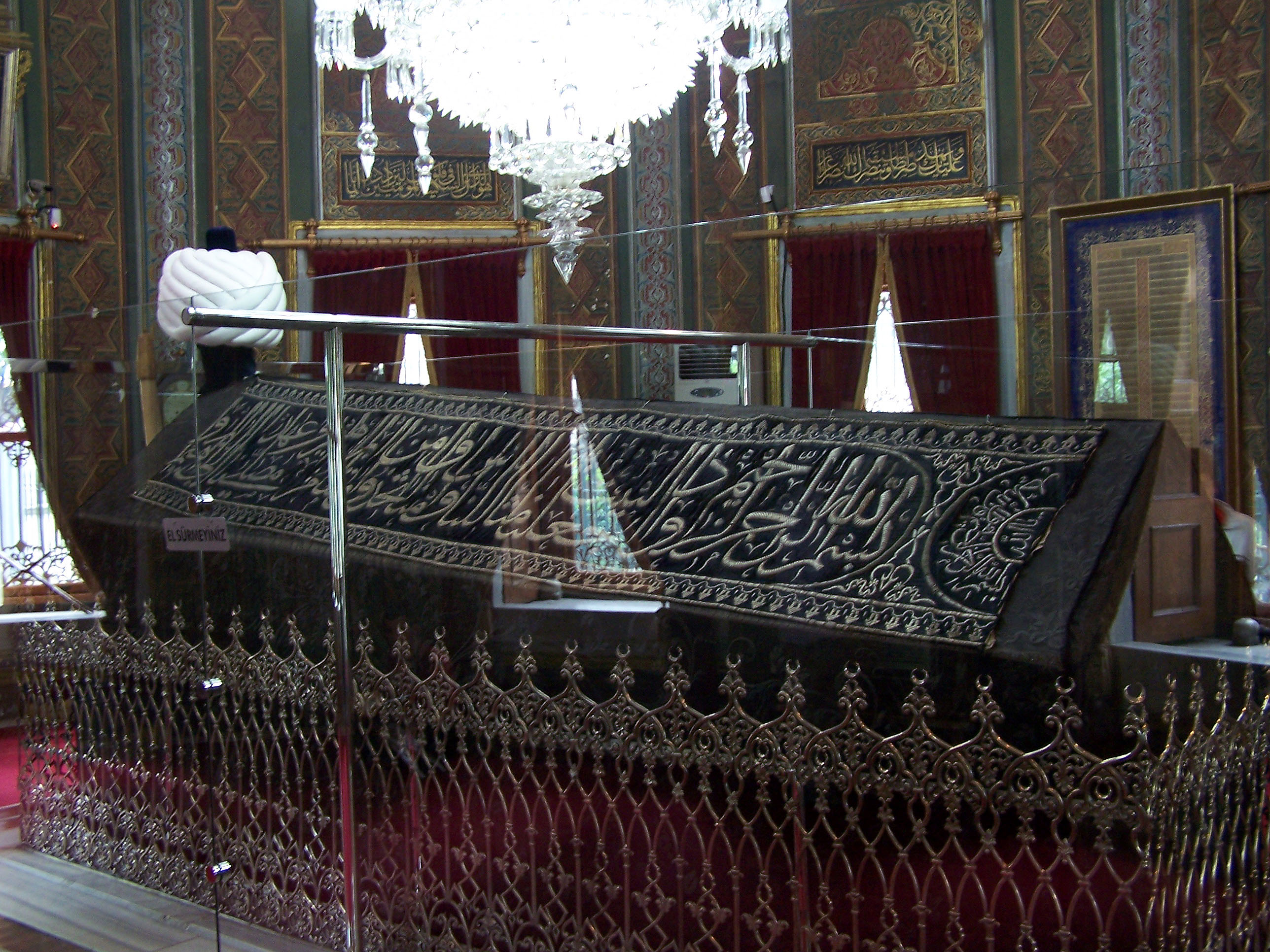
مقبره محمد دوم در مسجد فاتح واقع در شهر استانبول

در سال ۱۴۸۱، محمد دوم به همراه سپاه عثمانی به سمت مال‌تپه در قسطنطنیه در حرکت بود که دچار بیماری شد. او به تازگی کارزار فتح رودس و جنوب ایتالیا را آغاز کرده و حتی برنامه داشت تا مصر را نیز فتح کرده و با برانداختن خلافت عباسی، خود را خلیفه اعلام کند. اما چند روز پس از دچار شدن به بیماری، درگذشت. او در این زمان چهل و نه ساله بود و در مسجد فاتح به خاک سپرده شد. تاریخ‌نگار معاصر کالین هیوود می‌گوید که مدارکی در دست است که محمد مسموم شده بود، به احتمال زیاد توسط پسر و جانشینش، بایزید.
مرگ محمد باعث ایجاد شادمانی در میان مسیحیان شد و گفته شده که زنگ کلیساها به نشانه شادی به صدا درآمده است. خبر مرگ او را در ونیز این‌گونه اعلام کرده‌اند: !La Grande Aquila è morta (عقاب بزرگ‌مرد!)

## سلطان محمد و جامی
سلطان محمد فاتح علاقه زیادی به شعر و ادبیات پارسی داشت. در دوران او، اشعار زیادی برای ستایش فتوحاتش به تقلید از شاهنامه به زبان پارسی سروده شد و آثار معروفی از زبان‌های دیگر به پارسی برگردانده شد.
در این رابطه، گفته شده در سال ۸۷۷ هجری قمری، جامی، شاعر معروف ایرانی، برای زیارت کعبه به مکه سفر کرده بود. زمانی که این خبر به سلطان عثمانی رسید، خواجه عطاءالله کرمانی را به حلب فرستاد تا آن شاعر نامی را به قسطنطنیه دعوت کند. اما گویا جامی علاقه‌ای به این دیدار نداشته، سفرش را کوتاه کرده و به ایران بازگشته و بدین جهت فرستادگان سلطان موفق به دیدار او نشدند.

## شخصیت
باوجود اینکه محمد یک شخص نظامی بود، اما به خوبی از پس صحبت کردن به زبان‌های گوناگون برمی‌آمد. او می‌توانست ترکی عثمانی، صربی، عربی، یونانی، لاتین و پارسی را صحبت کند.
محمد فاتح گاهی علمای اسلامی را به دربارش دعوت می‌کرد و به آنان دستور می‌داد تا در حضورش دربارهٔ دین اسلام بحث کنند. در میان پادشاهان عثمانی، محمد بیش از سایرین به دانش، نجوم و الهیات علاقه نشان می‌داد. در میان نزدیکان او، اندیشمندان یونانی و ایتالیایی زیادی نیز به چشم می‌خورد. یکی از آن‌ها، میشل کریتوبولوس، به محمد لقب «فیلن‌هلن» یعنی دوست‌دار یونانیان داد. فاتح پس از فتح آتن همچنین از خراب کردن ویرانه‌های باستانی آتنی چشم پوشی کرد.
او همچنین در کنار علاقه‌اش به شعر، خود نیز یک شاعر بود و با تخلص «آونی» شعر می‌سرود و از او یک دیوان برجای مانده است.

## میراث
پس از فتح قسطنطنیه، فاتح مسجدها و مدرسه‌های اسلامی زیادی در شهر ساخت که مشهورترین آن‌ها مسجد فاتح است. او همچنین نخستین سلطان عثمانی است که دستور داد تا برای این دولت مجموعه قوانینی نوشته شود، سال‌ها پیش از سلطان سلیمان قانونی.
محمد دوم سی و یک سال سلطنت کرد و بیشتر دوران حکومتش در جنگ و نبرد بود. او قلمروی عثمانی را به شدت گسترش داد. قسطنطنیه (استانبول امروزی)، آسیای کوچک (ترکیه امروزی)، بوسنی، صربستان و آلبانی را فتح کرد و به واسطه این فتوحات هم در میان مسلمانان و هم در میان مسیحیان شهرت بسیاری یافت. فرانز بابینگر، تاریخ‌نگار آلمانی، می‌گوید که محمد فاتح در دید مسیحیان یک ظالم خون‌خوار بود.
پل فاتح سلطان محمد استانبول که در سال ۱۹۸۸ تکمیل شد، به افتخار او نام‌گذاری شد. همچنین تصویر از سال‌های ۱۹۸۶ تا ۱۹۹۲ بر روی اسکناس‌های هزار لیره‌ای ترکیه دیده می‌شد.

## خانواده

### همسران
- گلبهار خاتون
- گلشاه خاتون
- سیتسشاه خاتون
- چیچک خاتون
- خدیجه خاتون

### فرزندان
- بایزید دوم،
- جم سلطان،
- شاهزاده مصطفی
- شاهزاده قورقود (طبق روایات نقل شده از دربار عثمانی شاهزاده قورقود همان قباد است که به دلیل دست به یکی کردن درباریان از امپراتوری عثمانی گریخته و مخفیانه به ایران رفته و هم‌اکنون فرزندانش در لرستان، کرمانشاه و دیگر نقاط ایران با نام اولادقباد زندگی می‌کنند)[۱۷]
- گوهرخان سلطان
- عایشه سلطان

## نگارخانه

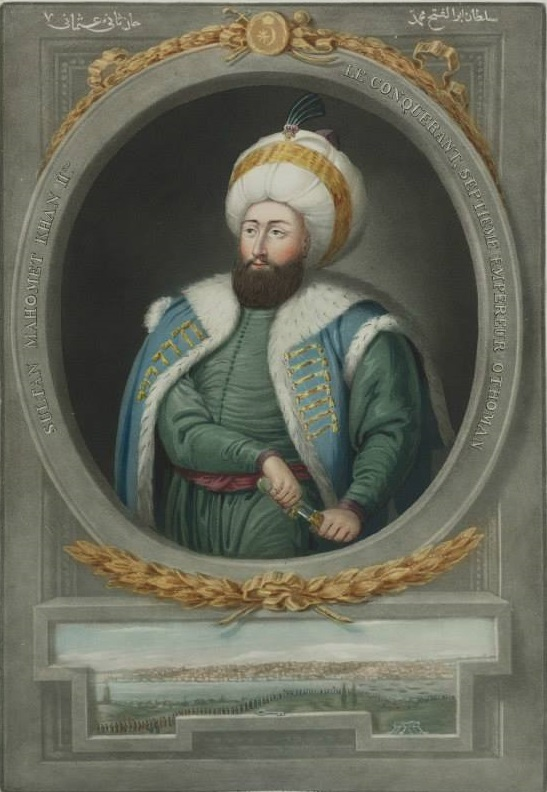
سلطان محمد فاتح
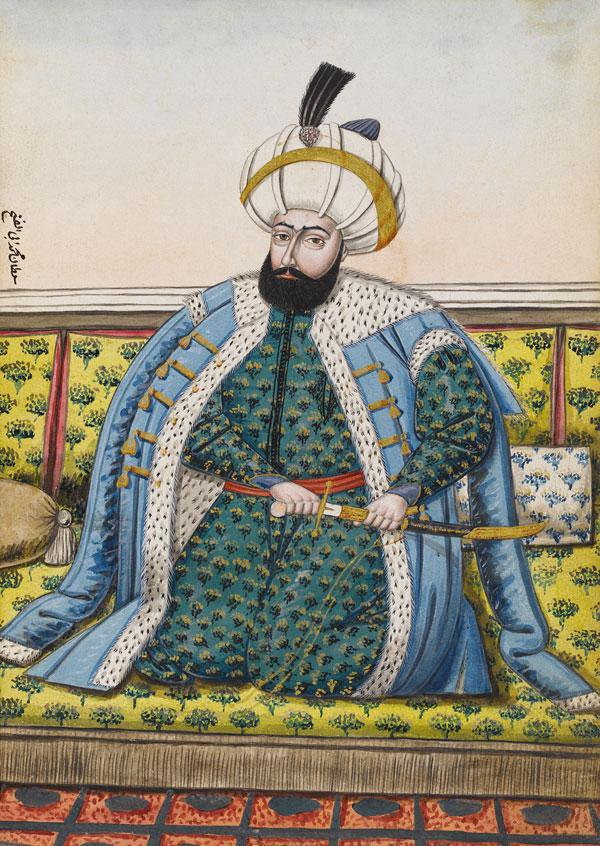
نگاره‌ای از محمد دوم
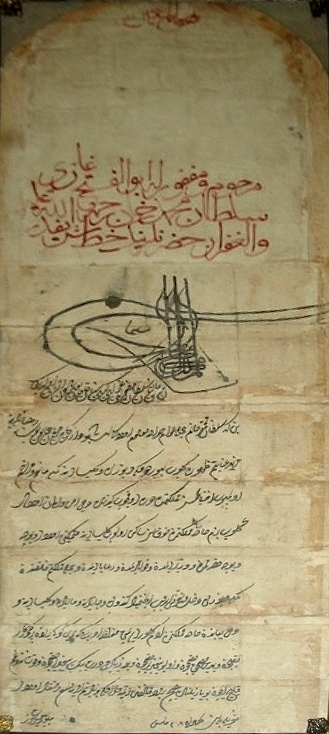
پس از فتح بوسنی توسط محمد فاتح، وی عهدنامه‌ای را برای راهبان کاتولیک فرستاده و از اعطای آزادی کامل مذهبی حمایت کرده
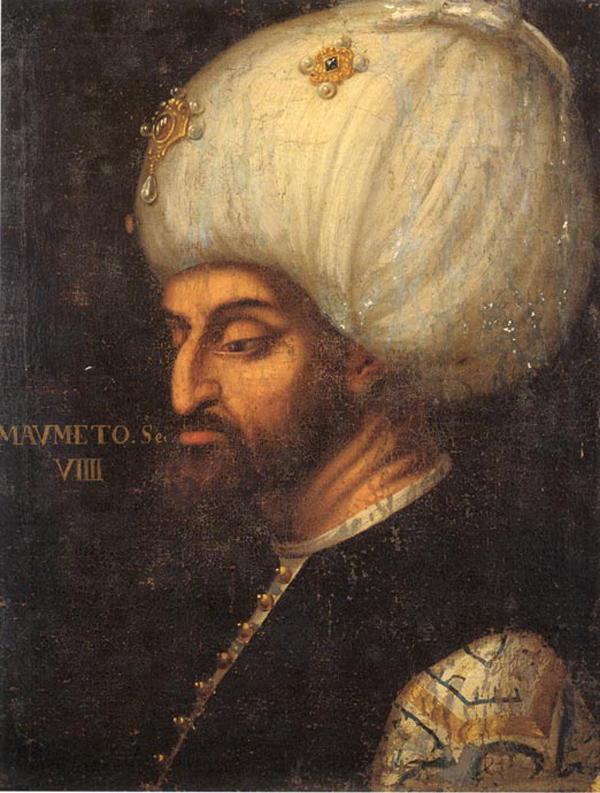
پرتره‌ای از سلطان محمد ثانی، توسط پائولو ورونز
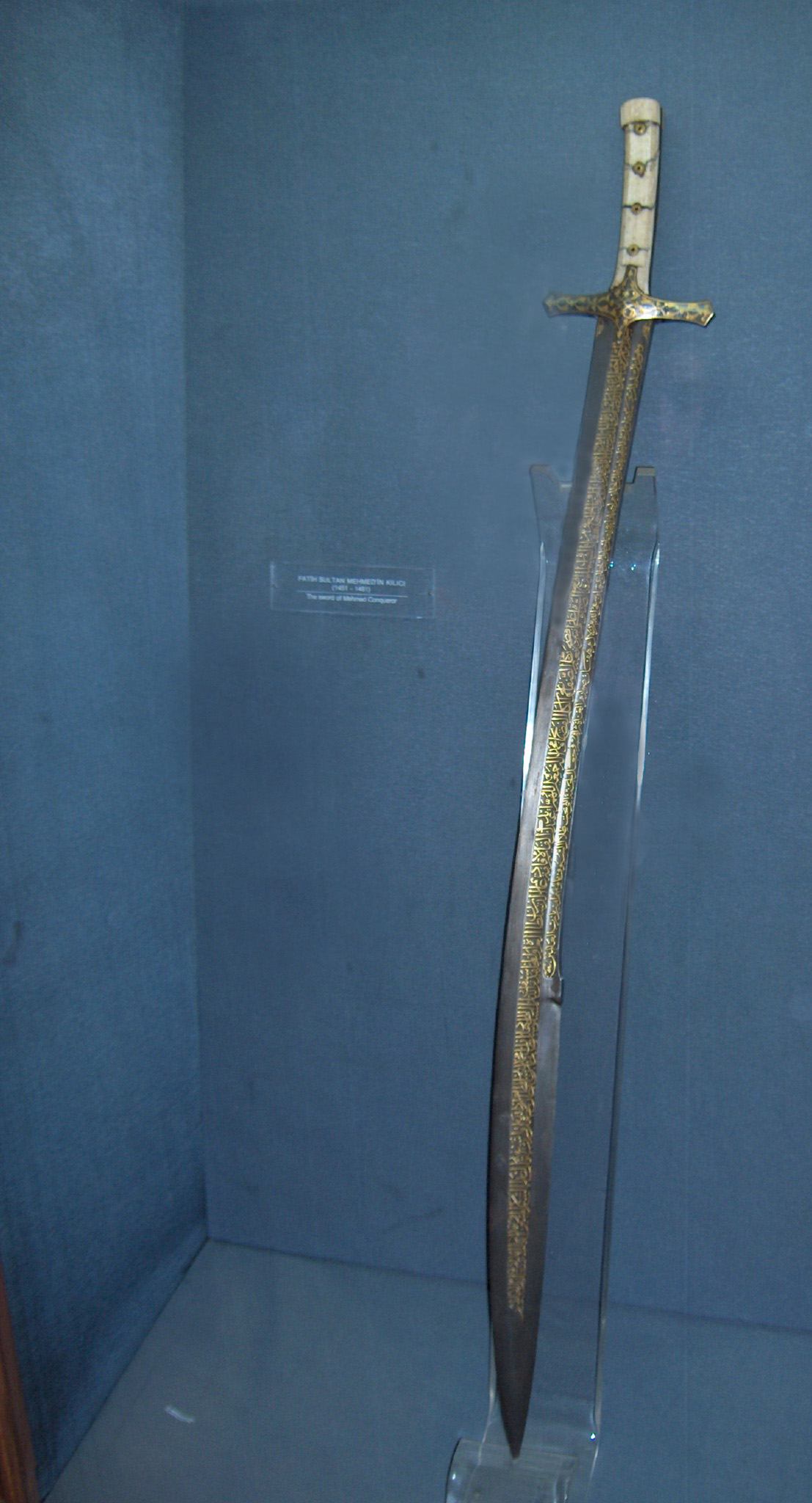
شمشیر محمد فاتح، نگهداری شده در موزه کاخ توپقاپی
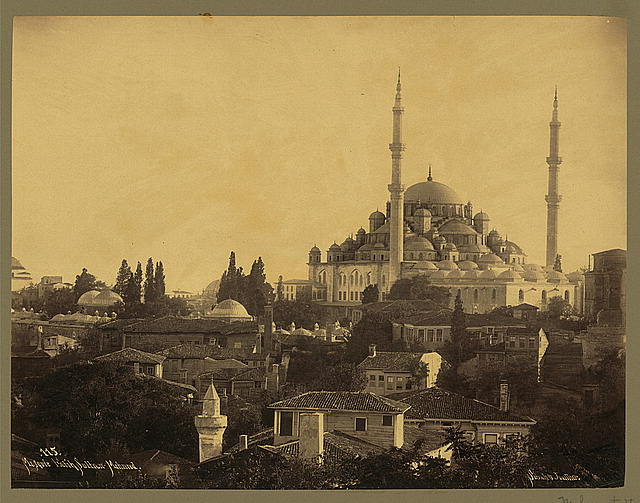
عکس تاریخی از مسجد فاتح، به دستور سلطان محمد فاتح اولین مسجد امپریالیستی پس از فتح عثمانی‌ها در قسطنطنیه ساخته شد.
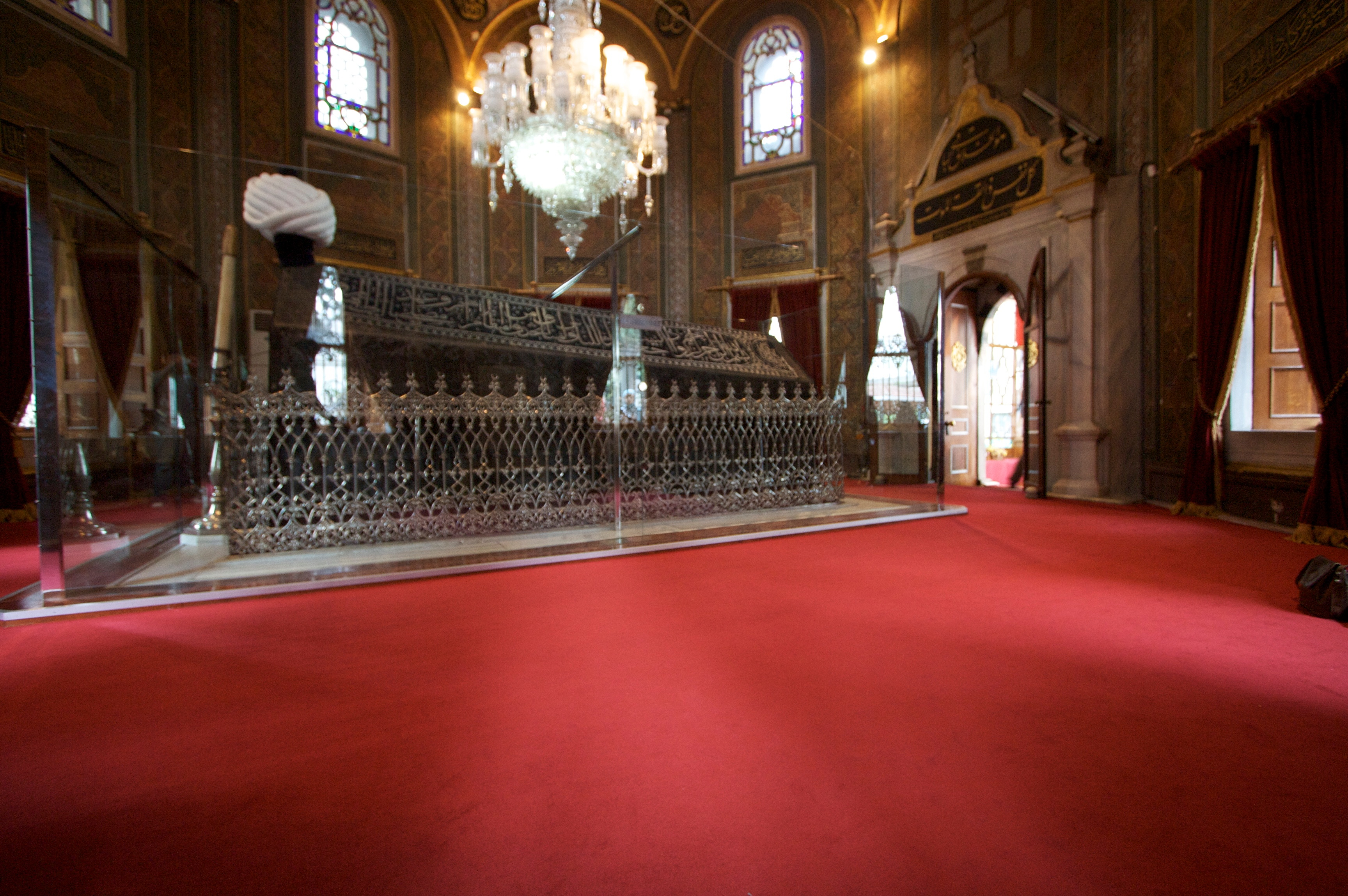
مقبره محمد دوم، مسجد فاتح، استانبول، ترکیه